# أبو ثروان
أبو ثروان بن عبد العزى الرفاعي السعدي عمّ النبي صلى اللَّه عليه وسلّم من الرضاعة ومن صحبته من بني سعد بن بكر كان أحد من قدم في وفد هوازن على الرسول وهو الذي قال له النبي: لآخذن بيدك يوم القيامة

## أسمه ونسبه
قيل في أسمه قولين:
- أبو برقان
- أبو ثروان[2]

أما نسبه فهو:
- أبن عبد العزى بن رفاعة بن ملان بن ناصرة بن فصية بن نصر بن سعد بن بكر بن هوازن[3]

## وفد بني سعد في الجعرانة
قال ابن سعد في الطبقات: حدثنا الواقدي، عن معمر، عن الزهري، وعن عبد اللَّه بن جعفر، وابن أبي سبرة، وغيرهم؛ قالوا: قدم وفد هوازن على رسول اللَّه (صلى اللَّه عليه وسلّم) الجعرانة بعد ما قسم الغنائم، وفي الوفد عمّ النبي (صلى اللَّه عليه وسلّم) أبو ثروان، فقال: يا رسول اللَّه، إنما في هذه الحظائر من كان يكفيك من عماتك وخالاتك وأخواتك، وقد حضنّاك في حجورنا، وأرضعناك بثدينا، وقد رأيتك مرضعا، فما رأيت مرضعا خيرا منك، ورأيتك فطيما فيما رأيت فطيما خيرا منك، ثم رأيتك شابا فما رأيت شابا خيرا منك، ولقد تكاملت فيك خصال الخير، ونحن مع ذلك أهلك وعشيرتك، فامنن علينا منّ اللَّه عليك. قال: وقدم عليهم وفد هوازن بإسلامهم، فكان رأس القوم والمتكلم أبا صرد زهير بن صرد، فذكر قصته.

## الحيرة
وروى الْمَدَائِنيّ، عن عيسى بن يزيد، قَالَ: دخل أبو برقان عم رسول الله صَلَّى اللَّهُ عَلَيْهِ وَسَلَّمَ من بني سعد بن بكر، فقال: لقد جئت يا مُحَمَّد وما فتى من قومك بأحب إليهم ولا أحسن فيهم ثناء منك، قَالَ: ثُمَّ رأيتهم يتغمغمون.
قال: «يا ابن برقان، هَلْ تعرف الحيرة؟» قَالَ: قلت: لا.
قَالَ: «إن طالت حياة لتسمعنها يردها الوارد من غير خفير ولا مزاد».
قَالَ: قلت: ما أدري ما تَقُولُ؟ ما جئتك من ثنية كذا وكذا إلا بخفير، فقال رسول الله صَلَّى اللَّهُ عَلَيْهِ وَسَلَّمَ: «لآخذن بيدك يوم القيامة، ولأذكرنك» فكان عثمان يقول: يا أبا برقان، ما كَانَ رسول الله صَلَّى اللَّهُ عَلَيْهِ وَسَلَّمَ يأخذ بيدك إلا وأنت رجل صالح، قَالَ أبو برقان: فقدمت الحيرة فرأيتها عَلَى ما وصف لي